# Алан Вейс
Алан Вейс (англ. Alan John Bayard Wace, 13 липня 1879, Кембридж, Англія — 9 листопада 1957, Афіни, Греція) — британський археолог.

## Біографія
Алан Вейс отримав освіту в Школі Шрусбері та Пемброк-коледжі в Кембриджі.
В період 1914—1923 років він був директором Британської школи в Афінах, а в період 1924—1934 років — заступником хранителя у Відділі текстилю в Музеї Вікторії та Альберта. В 1934—1944 років був другим Лоренсівським професором класичної археології в Кембриджському університеті і професором Університету Фарука І в Єгипті в 1943—1952 роках.
Алан Вейс очолював археологічні розкопки у Спарті, Мікенах, Трої, Фессалії, Коринфі і в Александрії. Разом з Карлом Блегеном Алан Вейс працював над розшифруванням лінійного письма Б.

## Праці
- (англ.)Prehistoric Thessaly (1912).
- (англ.)The nomads of the Balkans: an account of life and customs among the Vlachs of northern Pindus(1913).
- (англ.)Excavations at Mycenae (1923).
- (англ.)Chamber tombs at Mycenae (1932).
- (англ.)Mycenae, an Archaeological History and Guide (1949).
- (англ.)A Companion to Homer (1962).
- (англ.)The Marlborough Tapestries (reprinted 1968).